# 伊藤健
伊藤 健（いとう けん、1971年 - ）は、日本の研究者。慶應義塾大学大学院政策・メディア研究科特任准教授。博士（政策・メディア）、MBA (International Management)。特定非営利活動法人ソーシャルバリュージャパン代表理事。専門分野は、社会起業論、非営利組織の社会性評価。社会的インパクト評価、ソーシャルインパクトボンド研究における日本の第一人者。

## 人物歴

### 概要
国内の大学在学中にNPO活動にスタッフとして関わり、台湾への留学を経験。日系メーカー勤務を経て、米国Thunderbird Global School of Managementにて経営学修士課程を修了後、GE Internationalに入社。シックス・シグマ手法を使った業務改善や、コーポレート・ファイナンス部門で企業買収後の事業統合等を行う。2008年にはGE社を退職、NPO法人ISL社会イノベーションセンター統括ディレクターとして、社会起業家の支援育成プログラムの運営に携わる。2010年より慶應義塾大学大学院政策・メディア研究科特任助教（特任講師を経て、2023年より特任准教授）。主に社会的インパクト評価を中心に研究。
社会的インパクトの定量評価手法の研究、教育、実践を推進することを通じて、日本、世界の社会的生産性の向上をもたらし、社会課題の解決を促進することを目的に、特定非営利活動法人ソーシャルバリュージャパン（旧称：特定非営利活動法人SROIジャパン）を設立。社会的インパクト評価の実施、社会的インパクト評価を活用してのソーシャルインパクトボンド（SIB）開発・導入支援等を行う。

## 活動

### 社会活動
- 特定非営利活動法人ソーシャルバリュージャパン　代表理事
- Asian Venture Philanthropy Network　地域統括（東アジア）
- 特定非営利活動法人かものはしプロジェクト　理事
- Charities Aid Foundation　Advisor
- Social Ventures Hong Kong　Global Advisor
- Institute of Social Enterprise Asia (ISEA) 　会員

### 所属学会
- 日本評価学会

### 委員会等
- 独立行政法人国際協力機構「BOPビジネスの開発効果向上のための評価及びファイナンス手法に係る基礎調査」委員会委員
- G8 社会的インパクト投資タスクフォース日本諮問委員会事務局、2014‐2015年
- 文部科学省「地域振興に有効な教育実践の実態把握とその普及方策に関する実践研究」委員会委員、2015年
- 経済産業省「ヘルスケア分野における「ソーシャル・インパクト・ボンド」に関する検討会」委員長、2015年
- 内閣府「共助社会づくり懇談会　社会的インパクト評価検討WG」委員会主査、2015年
- 厚生労働省「地域における児童虐待防止対策の推進に資する調査研究事業」アドバイザー、2015年
- 内閣府「東日本大震災の被災地におけるNPO等による復興・被災者支援の推進に関する調査」有識者委員、2016-2017年
- 内閣府「社会的インパクト評価の普及促進に係る調査」有識者委員、2016年
- 厚生労働省「認知症施策における民間活力を活用した課題解決スキーム等の官民連携モデルに関する調査研究事業」有識者委員会座長、2016年
- 文部科学省「地域政策等に関する調査研究　～子供の貧困対策支援システムの在り方と運用方法に関する実証研究～」審査委員、2016年
- 新エネルギー・産業技術総合開発機構「NEDOインサイド製品の効果・便益に関する新たな表現方法等検討会」有識者委員、2017年

## 主な著作等

### 著作
- 玉村雅敏・高橋武俊・伊藤健、勁草書房、「社会イノベーションの科学」、2014年10月
- 日本政策金融公庫総合研究所、「日本のソーシャルビジネス」、2015年7月
- 伊藤健・日本財団社会的投資推進室、「日本における社会的投資の最前線」、2015年4月
- 鵜尾雅隆・伊藤健、日本ファンドレイジング協会、「社会的投資市場形成に向けたロードマップ」、2014年11月

### 論文
- 高橋武俊・伊藤健、「科学技術の社会的期待に対する統合評価モデル」、公共選択第62号、2014年7月、査読なし
- 伊藤健・玉村雅敏、「社会的投資収益率(SROI)の発展過程と手法的特徴」、日本評価研究第15巻1号、2015年 pp41-55、査読あり

### その他執筆物
- 井上英之・井上有紀・伊藤健、「Research paper for Skills for Social Entrepreneur」、British Council、2009年11月
- 伊藤健・勝又英子・目加田説子、"欧州ベンチャーフィランソロピー組織、社会貢献の新たな胎動"、日本国際交流センター、2010年3月
- 伊藤健・山口高弘、「ソーシャル・ビジネス市場を開拓する SROI（社会的投資収益率）の特徴と活用法」、旬刊経理情報 (1325)、66-70、2012-09-20号 、2012年9月
- 伊藤健、「社会的投資が生み出すイノベーション　行政コスト減らす投資に世界が注目」、WEDGE　2014年6月号、P34-36、2014年
- Ken Ito、「New role for philanthropy in post-earthquake Japan」、Alliance Magazine、2014年12月1日
- （監訳）Jeremy Nicholls、「The Guide to SROI」、The SROI Network、2012年9月
- （監訳）「A Technical Guide to Social impact Bond」、Social Finance UK、2013年1月

### 学会口頭発表
- Ken Ito、「Social Investment Landscape in Japan and Implementation of SROI」、2010 International Symposium on SROI (韓国・ソウル)、2010年12月7日
- 伊藤健・玉村雅敏、「欧州における社会的投資収益率(SROI)の発展とその評価」、日本評価学会春季全国大会、2011年6月11日
- Ken Ito、「Development Prospect and Implementation of SROI in East Asia 」、SROI International Conference (Potsdam, Germany), 2012年2月16日
- 伊藤健・玉村雅敏、「社会投資収益率（SROI）の特徴とCSR評価への適用可能性−社会的期待の可視化・定量化手法の開発に向けて−」、日本評価学会春季全国大会、2012年6月30日
- 伊藤健、「社会投資収益率(SROI)がもたらす社会的投資への制度的影響について」、日本社会関連会計学会第25回全国大会、2012年11月
- 伊藤健・玉村雅敏・杉田一真・高橋武俊、「Social Return on Investmentを活用した科学技術実装による社会的インパクトの定量的評価」研究・技術計画学会、2012年10月
- 伊藤健・鴨崎貴泰・小林立明、「海外における社会的インパクト投資の発展と日本への導入の可能性」日本NPO学会第16回年次大会、2014年9月
- Ken Ito、「Social Return on Investment Analysis for Formulating Optimized Portfolio of Technology and Community solutions」、American Evaluation Association、2013年10月
- 伊藤健・工藤七子・水谷絵里・小林立明、「国際社会における社会的投資の動向と日本における発展の可能性」、日本NPO学会第17回年次大会、2015年9月